# Serra de Picancel
La serra de Picancel és una serra situada al municipi de la Quar a la comarca del Berguedà, amb una elevació màxima de 1.172 metres. És una serralada prepirinenca típica situada al bell mig de la comarca del Berguedà, que es caracteritza pel seu relleu dominat pels conglomerats i per les extenses pinedes que conté. Presenta un bon estat de conservació dels sistemes naturals de transició entre el Prepirineu i els altiplans i les conques centrals catalanes. Conté una bona representació dels paisatges mediterranis del país de l'alzinar amb tendència continental i del país de les rouredes seques submediterrànies.

## Biodiversitat
Les característiques geomorfològiques d'aquest Espai natural, dominat per valls molt tancades i profundes, han permès una bona conservació dels seus hàbitats i de la seva biodiversitat en general. Hi ha un clar predomini del paisatge forestal presidit per les coníferes. També hi són ben representades les formacions mediterrànies del país de les rouredes seques, que en molts casos han estat transformades en pinedes secundàries de pinassa o pi roig.

### Vegetació i flora
El paisatge d'aquest territori és essencialment forestal; hi predominen les coníferes. Bona part de les rouredes originàries han estat substituïdes per pinedes, en aquest cas de pi roig (Pinus sylvestris). Estan molt ben representats els paisatges mediterranis del país de les rouredes seques (Quercion pubescentis petraeae), sovint transformats en pinedes de pinassa (Pinus nigra) i pi roig (Pinus sylvestris).
Es conserven, però, interessants bosquines mixtes de caducifolis, refugiades en algunes barrancades o fondals poc allerats. Es poden assenyalar alguns tàxons interessants de flora com ara Lathraea squamaria o Rhammus frangula.

### Fauna
La seva fauna vertebrada presenta alguns elements interessants. Per exemple, pel que fa als mamífers, es pot assenyalar la mostela (Mustela nivalis) o la rata d'aigua (Arvicola sapidus).
Entre els ocells, n'hi ha d'associats a ambients rocosos com l'aufrany (Neophron percnopterus), que no cria dins l'ENP, així com el duc (Bubo bubo), el falcó peregrí (Falco peregrinus) i la xixella (Columba oenas). També hi són presents espècies forestals com, per exemple, el mussol banyut (Asio otus), força associat a la conífera, el picot negre (Dryocopus martius) i el falcó mostatxut (Falco subbuteo). Als espais de mosaic, també hi té lloc l'escorxador (Lanius collurio).
D'altra banda, els ambients aquàtics són freqüentats per l'herpetofauna com, per exemple, la serp de collaret (Natrix natrix) o la reineta (Hyla meridionalis), i també per algun element íctic interessant, com la bagra (Leuciscus cephalus). Fa aproximadament uns 15 anys va ser introduïda a l'Espai el llimac de riu (Blennius fluviatilis). Entre els invertebrats i, concretament, els lepidòpters, cal remarcar la presència de Maculinea arion.

## Protecció
L'Espai Natural Protegit de la Serra de Picancel va ser incorporat al PEIN pel Decret 328/1992, pel qual es va aprovar el PEIN. Així mateix, mitjançant el Pla especial se'n va fer la delimitació definitiva. Aquest pla complementa el règim normatiu bàsic de protecció establert pel PEIN amb determinacions específiques per a aquest Espai.

## Aspectes socioeconòmics
En aquest Espai dominen els aprofitaments silvícoles així com la ramaderia de vaca bruna dels Pirineus. En alguna instal·lació de les diverses masies disperses per aquest territori, també s'hi fan campaments i colònies escolars. Hi ha també una línia elèctrica que travessa l'Espai. Destaca, com a element patrimonial, el monestir de la Portella i altres ermites. La presència d'ermites i altres elements històrics determinen un cert ús públic vinculat al turisme cultural i de natura. Finalment, al seu límit nord-oest, s'hi troba l'embassament de la Baells.

## Aspectes històrics
A la Serra de Picancel hi trobem la Terme alta, una antiga fita que dividia les terres dels senyors de Berga i els senyors de Pinós. És una roca de considerables dimensions i amb els escuts de les dues famílies feudals gravats.